# Rosaria Capacchione
Rosaria Capacchione (née à Naples le 16 février 1960) est une femme politique et journaliste italienne, sénatrice italienne du Parti démocrate de 2013 à 2018.

## Biographie
De 1985 au 31 mars 2018, Rosaria Capacchione  travaille pour Il Mattino à Caserte et à Naples  et écrit pour le site Fanpage.it. En 2008, dans The Guardian, elle est décrite comme « l'une des reporters les plus courageuses d'Italie ».
En raison de son travail de journaliste judiciaire et de son activité contre la Camorra, elle est menacée de mort et vit sous protection policière. Malgré sa protection, des pillards font irruption chez elle en octobre 2008 et volent une plaque qui lui a été décernée  en l'honneur de son travail de journalisme.

## Carrière politique
Aux élections européennes de 2009, elle est candidate dans la circonscription du Sud sur la liste du Parti démocrate. Elle obtient environ 73 000 voix, ce qui lui ne permet néanmoins pas d'être élue au Parlement européen.
Rosaria Capacchione se présente comme candidate du Parti démocrate aux élections générales de 2013,. En novembre 2013, elle qualifie le footballeur Mario Balotelli d'« imbécile » pour avoir refusé d'exclure des liens avec la mafia italienne avant le match de qualification pour la Coupe du monde entre l'Italie et l'Arménie.
Au Sénat de la République, elle a été membre de la commission parlementaire anti-mafia et secrétaire de la commission de la justice,.
Exclue des listes du Parti démocrate, elle n'est pas reconduite aux élections générales italiennes de 2018.

## Publication
Elle est l'autrice de L'oro della Camorra.